# An Qixuan
An Qixuan (en chino: 安琦轩; 3 de diciembre de 2000) es una deportista china que compite en tiro con arco, en la modalidad de arco recurvo. Participó en los Juegos Olímpicos de París 2024, obteniendo una medalla de plata en la prueba de equipo (junto con Li Jiaman y Yang Xiaolei).

## Palmarés internacional
| Juegos Olímpicos | Juegos Olímpicos | Juegos Olímpicos | Juegos Olímpicos |
| Año              | Lugar            | Medalla          | Prueba           |
| ---------------- | ---------------- | ---------------- | ---------------- |
| 2024             | París (Francia)  | Medalla de plata | Equipo           |